# Бинц (Маур)
Бинц (нем. Binz) — населённый пункт в Швейцарии, в кантоне Цюрих. 
Входит в состав округа Устер. Находится в составе коммуны Маур. Население составляет 1695 человек (на 2004 год).